# Szlak Fortyfikacyjny Twierdzy Świnoujście

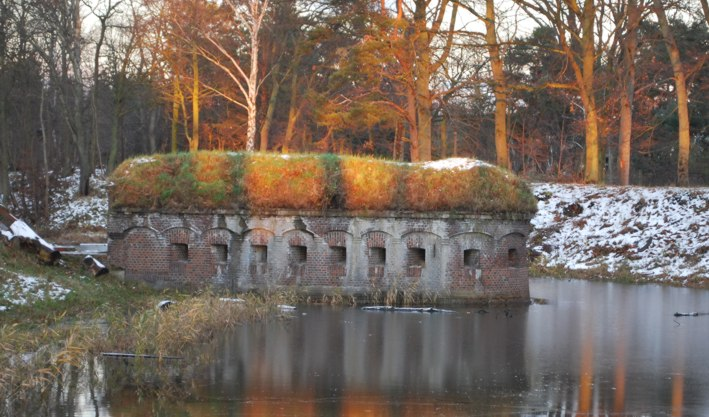
Kaponiera – Fort Gerharda

Szlak Fortyfikacyjny Twierdzy Świnoujście – wytyczony szlak o długości ok. 4 km, obejmujący najciekawsze zabytki architektury militarnej po wschodniej stronie ujścia Świny. Z racji swojego historycznego i edukacyjnego zarazem charakteru otrzymał formułę ścieżki dydaktycznej. Szlak rozpoczyna się w najstarszym obiekcie lewobrzeża – Forcie Wschodnim. Stąd szlak wiedzie dalej przez pozostałości dwóch baterii nadbrzeżnych z czasów I wojny światowej, ufortyfikowaną baterię przeciwlotniczą z II wojny światowej, aż po unikatowy konstrukcyjnie bunkier dowodzenia z tego samego okresu oraz zespół umocnień polowych z lat zimnej wojny. Na tablicach informacyjnych wzdłuż szlaku znajdują się tabliczki z krótkim rysem historycznym oraz retrospekcją graficzną. Na trasie przebiegu szlaku fortyfikacyjnego znajduje się także Bateria Goeben.